# جامعة تونس قرطاج الخاصة
جامعة تونس قرطاج الخاصة (بالفرنسية: Université privée Tunis Carthage)‏ هي جامعة خاصة، تأسست في 1993 من قبل خلدون بن تعاريت.

يقع مقرها في سكرة في تونس.

## مقالات ذات صلة
- قائمة الجامعات في تونس

## روابط خارجية
- الموقع الرسمي.